# Institution
Institutioner er betegnelse for sociale strukturer eller mekanismer til styring og/eller regulering af flere individers samarbejde på en måde, der regulerer flere personers adfærd eller optræden i forhold til hinanden eller i en kombination med det omkringliggende samfund. 
Institutioner er karakteriseret ved at have et bestemt fastlagt formål, ofte i en kombination med overdragelse af visse nøjere fastlagte beføjelser fra de tilknyttede individer til den pågældende institution. En institution er fx, at danskere går højre om andre mennesker, når de går forbi dem på gaden. Det er en del af den danske institution, hvor alle, der er med institutionen, ved, at man går til højre om andre mennesker. Dette er dog ikke lovbestemt, men bare sådan mennesker i Danmark er blevet enige om at gøre. I andre lande som England findes denne institution dog ikke, hvor man som udgangspunkt går venstre om andre mennesker. Det, at man ikke kender en institutions spilleregler kan altså lede til forvirring for dem, som ikke kender til institutionen. Andre eksempler på institutioner er, at man rækker hånden op i undervisningen(læreren behøver normalvis ikke at sige det, eleverne ved det bare), og at man giver hånd, når man hilser et nyt menneske. Dog kan institutioner også være meget mindre. Fx er den institution, som findes i et rockermiljø anderledes fra den sociale institution, som er i et kristent miljø. Når en person bevæger sig fra en den kristne institution ind i en anden institution som rockermiljøet, så vil personen oftest ikke vide, hvordan han/hun skal agere. Giver man fx hånd, spiser man sammen, og hvad snakker man om, er spørgsmål, som kun dem, som er medlem af institutionen kan svare på. På en rockerborg snakker man om andre emner end i mange andre institutioner, så dem, der ikke er med i rocker-institutionen, vil ikke vide, hvad de skulle sige. I samfundsvidenskaben er der en hel gren, som arbejder med institutioner som hedder institutionalisme. 
En institution er altså noget andet end en organisation, da en organisation er noget håndgribeligt, som er beskrevet på papir. Fx er en daginstitution på trods af navnet en organisation og ikke en institution, da en daginstitution er noget et konkret fysisk sted, hvor der er faste lovbestemte regler for, hvordan ting foregår, og der er medarbejdere, som er ansatte til at udfylde en defineret arbejdsopgave. Det er altså ikke  som i en institution, hvor uformelle sociale regler styrer menneskerne. en organisation har faste regler som alle kan gå ind og læse. Dog kan en organisation som en daginstitution have nogle institutioner i sig fx at man skal tag flyverdragt på, når man skal udenfor at lege.  
Institutioner er af central betydning for alle former for samfundsmæssige reguleringer og påvirkninger, og vil derfor indgå i omfattende juridiske og politiske sammenhænge. 
Etablering og udvikling af institutioner er et af historievidenskabens primære interesse- og forskningsområder.
| Samfund | Spire Denne samfundsartikel er en spire som bør udbygges. Du er velkommen til at hjælpe Wikipedia ved at udvide den. |